# ID 2
『ID 2』は、WEAVERのベスト・アルバム。2019年3月6日にA-Sketchから発売された。

## 概要
前作『Night Rainbow』から約1年ぶりとなるアルバム。
WEAVERにとって2作目のベストアルバムであり、7thフルアルバム『流星コーリング』と同時リリースされた。

## 収録曲
| 全作曲: 杉本雄治。 |                                                                                |           |            |                        |      |
| #                  | タイトル                                                                       | 作詞      | 作曲・編曲 | 編曲                   | 時間 |
| 1.                 | 「くちづけDiamond」(テレビアニメ『山田くんと7人の魔女』オープニングテーマ)     | 河邉徹    | 杉本雄治   | WEAVER、河野圭         | 3:57 |
| 2.                 | 「Beloved」(映画『ライアの祈り』主題歌)                                        | 河邉徹    | 杉本雄治   | WEAVER                 | 4:46 |
| 3.                 | 「Boys & Girls」(TBS駅伝番組テーマソング)                                      | 河邉徹    | 杉本雄治   | WEAVER、河野圭         | 4:33 |
| 4.                 | 「KOKO」                                                                       | 河邉徹    | 杉本雄治   | WEAVER                 | 4:28 |
| 5.                 | 「S.O.S.」(テレビアニメ『うどんの国の金色毛鞠』オープニングテーマ)             | 河邉徹    | 杉本雄治   | WEAVER                 | 4:06 |
| 6.                 | 「Shake! Shake!」                                                              | 河邉徹    | 杉本雄治   | WEAVER、mabanua        | 4:06 |
| 7.                 | 「海のある街」(神戸開港150年記念事業テーマソング)                              | 河邉徹    | 杉本雄治   | WEAVER、河野圭         | 5:03 |
| 8.                 | 「Another World」                                                              | 河邉徹    | 杉本雄治   | WEAVER、Maozon         | 3:25 |
| 9.                 | 「だから僕は僕を手放す」(テレビアニメ『サクラダリセット』オープニングテーマ)   | 杉本雄治  | 杉本雄治   | WEAVER、いしわたり淳治 | 4:21 |
| 10.                | 「Photographs」(JAL Web CM「JAL浪漫旅行 北海道篇」テーマソング)                | 河邉徹    | 杉本雄治   | WEAVER                 | 5:08 |
| 11.                | 「僕のすべて」(JAL浪漫旅行2017 沖縄 「結婚」篇テーマソング)                    | 杉本雄治  | 杉本雄治   | WEAVER                 | 4:16 |
| 12.                | 「Hello Future」                                                               | 河邉徹    | 杉本雄治   | WEAVER、板井直樹       | 4:52 |
| 13.                | 「Tonight」(JAL Web CM「JAL浪漫旅行 2018 奄美大島『旅立ち』篇」テーマソング)   | 河邉徹    | 杉本雄治   | WEAVER                 | 4:09 |
| 14.                | 「カーテンコール」(テレビアニメ『revisions リヴィジョンズ』エンディングテーマ) | 河邉徹    | 杉本雄治   | WEAVER                 | 4:02 |
| 合計時間:          | 合計時間:                                                                      | 合計時間: | 合計時間:  | 61:12                  |      |

### 初回生産限定盤DVD
- MUSIC VIDEO CLIP
  - 副音声で、メンバー自身によるオーディオコメンタリーを収録。

1. くちづけDiamond
2. KOKO
3. Beloved
4. Boys & Girls
5. S.O.S.
6. Shake! Shake!
7. Another World
8. カーテンコール

## 楽曲について
1. くちづけDiamond
5thシングル表題曲及び、6thフルアルバム『Night Rainbow』収録曲。
2. Beloved
5thシングルカップリング曲及び、6thフルアルバム『Night Rainbow』収録曲。
3. Boys & Girls
6thシングル表題曲及び、6thフルアルバム『Night Rainbow』収録曲。
4. KOKO
6thフルアルバム『Night Rainbow』収録曲。
5. S.O.S.
7thシングル表題曲。
6. Shake! Shake!
1stEP『S/S』収録曲。
7. 海のある街
1stEP『S/S』収録曲。
8. Another World
2ndEP『A/W』収録曲。
9. だから僕は僕を手放す
2ndEP『A/W』収録曲。
10. Photographs
2ndEP『A/W』収録曲。
11. 僕のすべて
9作目の配信限定シングル。
12. Hello Future
会場限定シングルの表題曲。
13. Tonight
本作で初音源化となった新曲。
14. カーテンコール
本作で初音源化となった新曲。